# Kadir Nelson
Pour les articles homonymes, voir Nelson.
Kadir Nelson, né le 15 mai 1974, est un artiste peintre et un auteur-illustrateur américain de littérature de jeunesse. 

## Biographie
Dès son plus jeune âge, il peint et dessine sous l'enseignement de son oncle, l'artiste Michael Morris.
Kadir Nelson travaille essentiellement à la peinture à l'huile, autour de thèmes évoquant la diversité sous toutes ses formes, et plus particulièrement sur des histoires évoquant les Africains et les Afro-Américains.
Il est également peintre et illustrateur pour la publicité, ou pour divers affiches ou supports ; il a par exemple illustré la pochette d'un album de Michael Jackson, son premier album studio posthume Michael, sorti en 2010.
Il est lauréat, pour ses albums jeunesse illustrés, de cinq Coretta Scott King Award (en), prix décerné par l'American Library Association,  « prix américain qui récompense un auteur et/ou un illustrateur d'origine africaine. »
En 2008, un Honor Book Médaille Caldecott vient distinguer ses illustrations de Henry et la liberté (sur un texte de  Ellen Levine), qui raconte l'histoire vraie d'un esclave noir fugitif, en Amérique, au XIXe siècle. Pour La revue des livres pour enfants, l'ouvrage est « un très bel album, prenant, émouvant, au texte sobre et concis, qui tire aussi sa force des illustrations très picturales de Kadir Nelson. Ce peintre américain parvient à créer de superbes atmosphères d'époque en dégageant toute l'humanité du récit. »
Il illustre également des albums jeunesse sur des biographies de Martin Luther King, Nelson Mandela,  ou Abraham Lincoln.
Il est le lauréat de l'Hamilton King Award en 2014, décerné par la Society of Illustrators (en).
Il reçoit pour ses illustrations de l'album jeunesse The Undefeated   (sur un texte de Kwame Alexander) la Médaille Caldecott 2020, album qui, selon le site de l'IBBY, est « une ode à la résilience et à la force de la vie et de l'histoire noire en Amérique. »

## Prix et distinctions
Liste non exhaustive
- 2005 : Coretta Scott King Award (en)[3] pour ses illustrations de Ellington Was Not a Street
- 2007 : Coretta Scott King Award (en)[3] pour ses illustrations de Moses: When Harriet Tubman Led Her People to Freedom, texte de Carole Boston Weatherford
- 2007 : Honor Book Médaille Caldecott[4] pour ses illustrations de Moses: When Harriet Tubman Led Her People to Freedom  (sur un texte de Carole Boston Weatherford)
- 2008 : Honor Book Médaille Caldecott[4] pour ses illustrations de Henry's Freedom Box: A True Story from the Underground Railroad  (Henry et la liberté) (sur un texte de  Ellen Levine)
- 2009 : Coretta Scott King Award (en)[3] pour son texte de We Are the Ship: The Story of Negro League Baseball, qu'il a illustré
- 2009 : Sibert Medal (en)[7] pour We Are the Ship: The Story of Negro League Baseball, qu'il a écrit et illustré
- 2012 : Coretta Scott King Award (en)[3] pour son texte de Heart and Soul: The Story of America and African Americans , qu'il a illustré
- 2014 : Hamilton King Award[6], décerné par la Society of Illustrators (en)
- 2020 : Médaille Caldecott[4] pour ses illustrations de The Undefeated  , texte de Kwame Alexander.
- 2020 : Coretta Scott King Award (en)[3] pour ses illustrations de The Undefeated  , texte de Kwame Alexander
- 2020 : Honor book  Médaille Newbery[8]  pour The Undefeated  , texte de Kwame Alexander.
- 2020 : Finaliste Médaille Kate-Greenaway[9] pour ses illustrations de The Undefeated  , texte de Kwame Alexander
- 2022 :  Sélection Prix Hans-Christian-Andersen 2022, dans la catégorie Illustration[10]
- 2022 et 2023 :  Sélections Prix commémoratif Astrid-Lindgren[11]

## Quelques albums jeunesse traduits en français
- Henry et la liberté[5] (Henry's freedom box), texte de Ellen Levine, ill. Kadir Nelson, Toucan jeunesse, 2007 ; rééd. éditions des éléphants, 2018
- I have a dream, texte de Martin Luther King, ill. Kadir Nelosn, Steinkis, 2013
- Nelson Mandela, textes et illustrations de Kadir Nelson, Steinkis, 2013
- Abraham Lincoln, l'homme qui a aboli l'esclavage aux États-Unis, texte de Doreen Rappaport, ill. Kadir Nelson, Steinkis, 2015